# Mat (Albania)
Mat è un comune albanese situato nella prefettura di Dibër.
Il comune è stato istituito in occasione della riforma amministrativa del 2015, unendo i comuni di Baz, Burrel, Derjan, Komsi, Lis, Macukull, Rukaj e Ulëz.
Centro amministrativo del comune è la cittadina di Burrel.